# Grand Prix Austrálie 2012
Grand Prix Austrálie 2012 (oficiálně 2012 Formula 1 Qantas Australian Grand Prix) se jela na okruhu Albert Park Circuit v Melbourne v Austrálii dne 18. března 2012. Závod byl prvním v pořadí v sezóně 2012 šampionátu Formule 1.

## Kvalifikace
| Poř.                       | No. | Jezdec             | Konstruktér          | Časy v kvalifikaci | Časy v kvalifikaci | Časy v kvalifikaci | Pořadí na startu |
| Poř.                       | No. | Jezdec             | Konstruktér          | Q1                 | Q2                 | Q3                 | Pořadí na startu |
| -------------------------- | --- | ------------------ | -------------------- | ------------------ | ------------------ | ------------------ | ---------------- |
| 1                          | 4   | Lewis Hamilton     | McLaren-Mercedes     | 1:26.800           | 1:25.626           | 1:24.922           | 1                |
| 2                          | 3   | Jenson Button      | McLaren-Mercedes     | 1:26.832           | 1:25.663           | 1:25.074           | 2                |
| 3                          | 10  | Romain Grosjean    | Lotus-Renault        | 1:26.498           | 1:25.845           | 1:25.302           | 3                |
| 4                          | 7   | Michael Schumacher | Mercedes             | 1:26.586           | 1:25.571           | 1:25.336           | 4                |
| 5                          | 2   | Mark Webber        | Red Bull-Renault     | 1:27.117           | 1:26.297           | 1:25.651           | 5                |
| 6                          | 1   | Sebastian Vettel   | Red Bull-Renault     | 1:26.773           | 1:25.982           | 1:25.668           | 6                |
| 7                          | 8   | Nico Rosberg       | Mercedes             | 1:26.763           | 1:25.469           | 1:25.686           | 7                |
| 8                          | 18  | Pastor Maldonado   | Williams-Renault     | 1:26.803           | 1:26.206           | 1:25.908           | 8                |
| 9                          | 12  | Nico Hülkenberg    | Force India-Mercedes | 1:27.464           | 1:26.314           | 1:26.451           | 9                |
| 10                         | 16  | Daniel Ricciardo   | Toro Rosso-Ferrari   | 1:27.024           | 1:26.319           | Bez času           | 10               |
| 11                         | 17  | Jean-Éric Vergne   | Toro Rosso-Ferrari   | 1:26.493           | 1:26.429           |                    | 11               |
| 12                         | 5   | Fernando Alonso    | Ferrari              | 1:26.688           | 1:26.494           |                    | 12               |
| 13                         | 14  | Kamui Kobajaši     | Sauber-Ferrari       | 1:26.182           | 1:26.590           |                    | 13               |
| 14                         | 19  | Bruno Senna        | Williams-Renault     | 1:27.004           | 1:26.663           |                    | 14               |
| 15                         | 11  | Paul di Resta      | Force India-Mercedes | 1:27.469           | 1:27.086           |                    | 15               |
| 16                         | 6   | Felipe Massa       | Ferrari              | 1:27.633           | 1:27.497           |                    | 16               |
| 17                         | 15  | Sergio Pérez       | Sauber-Ferrari       | 1:26.596           | Bez času           |                    | 22               |
| 18                         | 9   | Kimi Räikkönen     | Lotus-Renault        | 1:27.758           |                    |                    | 17               |
| 19                         | 20  | Heikki Kovalainen  | Caterham-Renault     | 1:28.679           |                    |                    | 18               |
| 20                         | 21  | Vitalij Petrov     | Caterham-Renault     | 1:29.018           |                    |                    | 19               |
| 21                         | 24  | Timo Glock         | Marussia-Cosworth    | 1:30.923           |                    |                    | 20               |
| 22                         | 25  | Charles Pic        | Marussia-Cosworth    | 1:31.670           |                    |                    | 21               |
| 107% času vítěze: 1:32.214 |     |                    |                      |                    |                    |                    |                  |
| —                          | 22  | Pedro de la Rosa   | HRT-Cosworth         | 1:33.495           |                    |                    | DNQ              |
| —                          | 23  | Narain Karthikeyan | HRT-Cosworth         | 1:33.643           |                    |                    | DNQ              |
| Zdroj:                     |     |                    |                      |                    |                    |                    |                  |

Poznámky
1. ↑  Sergio Pérez obdržel trest posunu o 5 míst vzad za neplánovanou výměnu převodovky.
2. 1 2  Pedro de la Rosa a Narain Karthikeyan nezaznamenali čas, kterým by se kvalifikovali ve 107 % času vítěze a kvůli tomu nemohli nastoupit do závodu.

## Závod
| Poř.   | No. | Jezdec             | Konstruktér          | Počet kol | Čas/Odstoupení      | Pořadí na startu | Body |
| ------ | --- | ------------------ | -------------------- | --------- | ------------------- | ---------------- | ---- |
| 1      | 3   | Jenson Button      | McLaren-Mercedes     | 58        | 1:34:09.565         | 2                | 25   |
| 2      | 1   | Sebastian Vettel   | Red Bull-Renault     | 58        | +2.139              | 6                | 18   |
| 3      | 4   | Lewis Hamilton     | McLaren-Mercedes     | 58        | +4.075              | 1                | 15   |
| 4      | 2   | Mark Webber        | Red Bull-Renault     | 58        | +4.547              | 5                | 12   |
| 5      | 5   | Fernando Alonso    | Ferrari              | 58        | +21.565             | 12               | 10   |
| 6      | 14  | Kamui Kobajaši     | Sauber-Ferrari       | 58        | +36.766             | 13               | 8    |
| 7      | 9   | Kimi Räikkönen     | Lotus-Renault        | 58        | +38.014             | 17               | 6    |
| 8      | 15  | Sergio Pérez       | Sauber-Ferrari       | 58        | +39.458             | 22               | 4    |
| 9      | 16  | Daniel Ricciardo   | Toro Rosso-Ferrari   | 58        | +39.556             | 10               | 2    |
| 10     | 11  | Paul di Resta      | Force India-Mercedes | 58        | +39.737             | 15               | 1    |
| 11     | 17  | Jean-Éric Vergne   | Toro Rosso-Ferrari   | 58        | +39.848             | 11               |      |
| 12     | 8   | Nico Rosberg       | Mercedes             | 58        | +57.642             | 7                |      |
| 13     | 18  | Pastor Maldonado   | Williams-Renault     | 57        | Nehoda              | 8                |      |
| 14     | 24  | Timo Glock         | Marussia-Cosworth    | 57        | +1 kolo             | 20               |      |
| 15     | 25  | Charles Pic        | Marussia-Cosworth    | 53        | Tlak oleje          | 21               |      |
| 16     | 19  | Bruno Senna        | Williams-Renault     | 52        | Poškození po kolizi | 14               |      |
| Ret    | 6   | Felipe Massa       | Ferrari              | 46        | Poškození po kolizi | 16               |      |
| Ret    | 20  | Heikki Kovalainen  | Caterham-Renault     | 44        | Zavěšení            | 18               |      |
| Ret    | 21  | Vitalij Petrov     | Caterham-Renault     | 38        | Řízení              | 19               |      |
| Ret    | 7   | Michael Schumacher | Mercedes             | 10        | Převodovka          | 4                |      |
| Ret    | 10  | Romain Grosjean    | Lotus-Renault        | 1         | Kolize              | 3                |      |
| Ret    | 12  | Nico Hülkenberg    | Force India-Mercedes | 0         | Poškození po kolizi | 9                |      |
| Zdroj: |     |                    |                      |           |                     |                  |      |

Poznámky
1. 1 2 3  Pastor Maldonado, Charles Pic a Bruno Senna odstoupili ze závodu, ale byli klasifikováni, protože odjeli více než 90 % délky závodu.

## Průběžné pořadí po závodě
Pohár jezdců
|  | Pořadí | Jezdec           | Body |
|  | ------ | ---------------- | ---- |
|  | 1      | Jenson Button    | 25   |
|  | 2      | Sebastian Vettel | 18   |
|  | 3      | Lewis Hamilton   | 15   |
|  | 4      | Mark Webber      | 12   |
|  | 5      | Fernando Alonso  | 10   |

Pohár konstruktérů
|  | Pořadí | Konstruktér      | Body |
|  | ------ | ---------------- | ---- |
|  | 1      | McLaren-Mercedes | 40   |
|  | 2      | Red Bull-Renault | 30   |
|  | 3      | Sauber-Ferrari   | 12   |
|  | 4      | Ferrari          | 10   |
|  | 5      | Lotus-Renault    | 6    |